# Federico García Lorca repülőtér
Federico García Lorca repülőtér (IATA: GRX, ICAO: LEGR) egy kisebb nemzetközi repülőtér Granada közelében. A légikikötő 1972-ben nyílt meg. Éves utasforgalma 908 713 fő (2022). Üzemeltetője az Aena.

## Légitársaságok és úticélok
2025-ben a Federico García Lorca repülőtérről az alábbi járatok indulnak (Utoljára frissítve: 2025-08-16):
| Légitársaság    | Célállomások                                                       |
| --------------- | ------------------------------------------------------------------ |
| Air Europa      | Palma de Mallorca                                                  |
| Binter Canarias | Gran Canaria, Tenerife–North                                       |
| Iberia          | Madrid, Melilla Szezonális: Santander                              |
| Transavia       | Amszterdam                                                         |
| Volotea         | Asturias                                                           |
| Vueling         | Barcelona, Bilbao, Gran Canaria, Palma de Mallorca, Tenerife–North |

## Forgalom
Az utasforgalom az elmúlt években az alábbi módon változott:
| Utasok száma | 509 442 | 486 756 | 875 827 | 1 467 625 | 978 254 | 728 428 | 707 270 | 901 967 | 390 218 | 908 713 |
|              | 2000    | 2002    | 2005    | 2007      | 2010    | 2012    | 2015    | 2017    | 2020    | 2022    |